# Jacques Millot (homme politique)
Pour les articles homonymes, voir Millot.
Jacques Millot est un homme politique français, né à Séry-lès-Mézières (Aisne) le 21 août 1907 et décédé à Rambouillet (Seine-et-Oise) le 21 mars 1963.
Il est membre de l'Union pour la nouvelle République.

## Biographie
Avocat au barreau d'Angers, il est élu maire de la ville en 1959, à la suite de la nomination de Victor Chatenay au Conseil constitutionnel.
Il est également député de la première circonscription de Maine-et-Loire le 29 mai 1960 à l'occasion d'une législative partielle organisée à la suite de la nomination de Jean Foyer au gouvernement. Il siège ainsi à l'Assemblée nationale jusqu'à la fin de la Ire législature de la Ve République.
Il est réélu lors des législatives de 1962, alors que Jean Foyer se présente dans la deuxième circonscription de Maine-et-Loire. Il décède d'un accident de la route en cours de mandat le 21 mars 1963. Son suppléant, Paul Cherbonneau lui succède.

## Sources
- « Jacques Millot », sur Sycomore, base de données des députés de l'Assemblée nationale